# Table Media
Table Media (Eigenschreibweise: Table.Media) ist ein Berliner Verlag, der auf die Herausgabe ausschließlich online verbreiteter sogenannter „Professional Briefings“ (Newsletter) im Bereich des tagesaktuellen Journalismus spezialisiert ist. 

## Journalistisches Profil
Der Verlag wurde im Jahr 2019 vom früheren Tagesspiegel-Herausgeber Sebastian Turner gegründet. Die Süddeutsche Zeitung beschreibt die Publikationen des Verlags als „in die Tiefe gehende Informationsangebote, die auf eine sehr kleine, aber zahlungskräftige Zielgruppe zugeschnitten sind“, der monatliche Abonnementspreis für die täglich erscheinenden kostenpflichtigen Newsletter beträgt rund 200 Euro. Table Media vertreibt seit 2021 die Newsletter China.Table und Europe.Table, die fünfmal pro Woche per E-Mail verschickt und deren Inhalte auf der Website von Table Media veröffentlicht werden. In den Jahren 2021 bis 2023 kamen weitere Angebote zu den Themen Bildungspolitik, Forschungspolitik, internationale Klimapolitik, Außen- und Sicherheitspolitik, ESG (Nachhaltigkeitspolitik) und Afrika hinzu. Daneben gibt es werktäglich den kostenlosen Newsüberblick 100 Headlines und mit Berlin.Table einen kostenlosen Newsletter zur Bundespolitik. Seit Januar 2024 gibt es außerdem mit dem Table.Today ein Audioformat, das werktäglich erscheint und sich mit bundespolitischen Themen beschäftigt. Der ca. 30-minütige Podcast wird von Helene Bubrowski und dem von Media Pioneer AG zu Table Media gewechselten Michael Bröcker moderiert.
Nach Angaben von Turner suche der Verlag gezielt Felder mit „großer Informations-Asymmetrie“, bei der die Informationsnachfrage in Expertenkreisen nicht durch entsprechende Medienangebote abgedeckt seien. Das zugrundeliegende Konzept bezeichnet er als „Deep Journalism“ oder „Domänenkompetenz“. Über Medienkooperationen, u. a. mit der Ippen-Verlagsgruppe und der Zeit, erscheinen einzelne Texte auch in anderen Medien.
Das Unternehmen hat 80 Mitarbeiter. Chefredakteurin war ab Anfang 2021 zunächst die frühere Tagesspiegel-Journalistin Antje Sirleschtov, die seit Oktober 2023 neben Turner als Mitherausgeberin fungiert. Neuer Chefredakteur wurde Michael Bröcker. Stellvertretende Chefredakteurin ist seit Januar 2024 Helene Bubrowski, die zuvor bei der Frankfurter Allgemeinen Zeitung war.

## Rezeption
Recherchen von Table Media werden regelmäßig von anderen Medien aufgegriffen, etwa zu Überkapazitäten von LNG-Terminals, zu angeblichen Falschaussagen von Karl Lauterbach oder zu EU-Flottengrenzwerten.
Über Table Media selbst wurde unter anderem von Meedia, der Süddeutschen Zeitung, Kress, Horizont und Politik & Kommunikation berichtet. Medienwissenschaftler und journalistische Wettbewerber problematisieren die Polarisierung der Massenmedien in Angebote von geringem Aufklärungsgrad (Clickbaits), Boulevard, Leitmedien und Hintergrundrecherchen für Expertenkreise (Deep Journalism).